# Борисовская улица (Москва)
Бори́совская улица — улица в Восточном административном округе на территории района Соколиная Гора.

## Происхождение названия
Улица получила название в XIX веке по фамилии одного из планировщиков сетки улиц Благуши, название присвоено до 1917 года.

## Расположение
Борисовская улица начинается от Зверинецкой улицы и идёт на север до Электрозаводской железнодорожной ветки в пойме реки Хапиловки. От Зверинецкой улицы начинается и нумерация домов. Пересекает Ткацкую и Лечебную улицы. Борисовская улица прямая и не имеет поворотов или изгибов.

## Примечательные здания и сооружения
- Дом 18/12, стр. 1 — продуктовый магазин «Торг-Интер».
- Дом 26а — подстанция № 6 Скорой медицинской помощи им.А. С. Пучкова Восточного административного округа г. Москвы.

Также на пересечении с Лечебной улицей находится больничный корпус Городской клинической больницы № 36.